# كلية جامعية

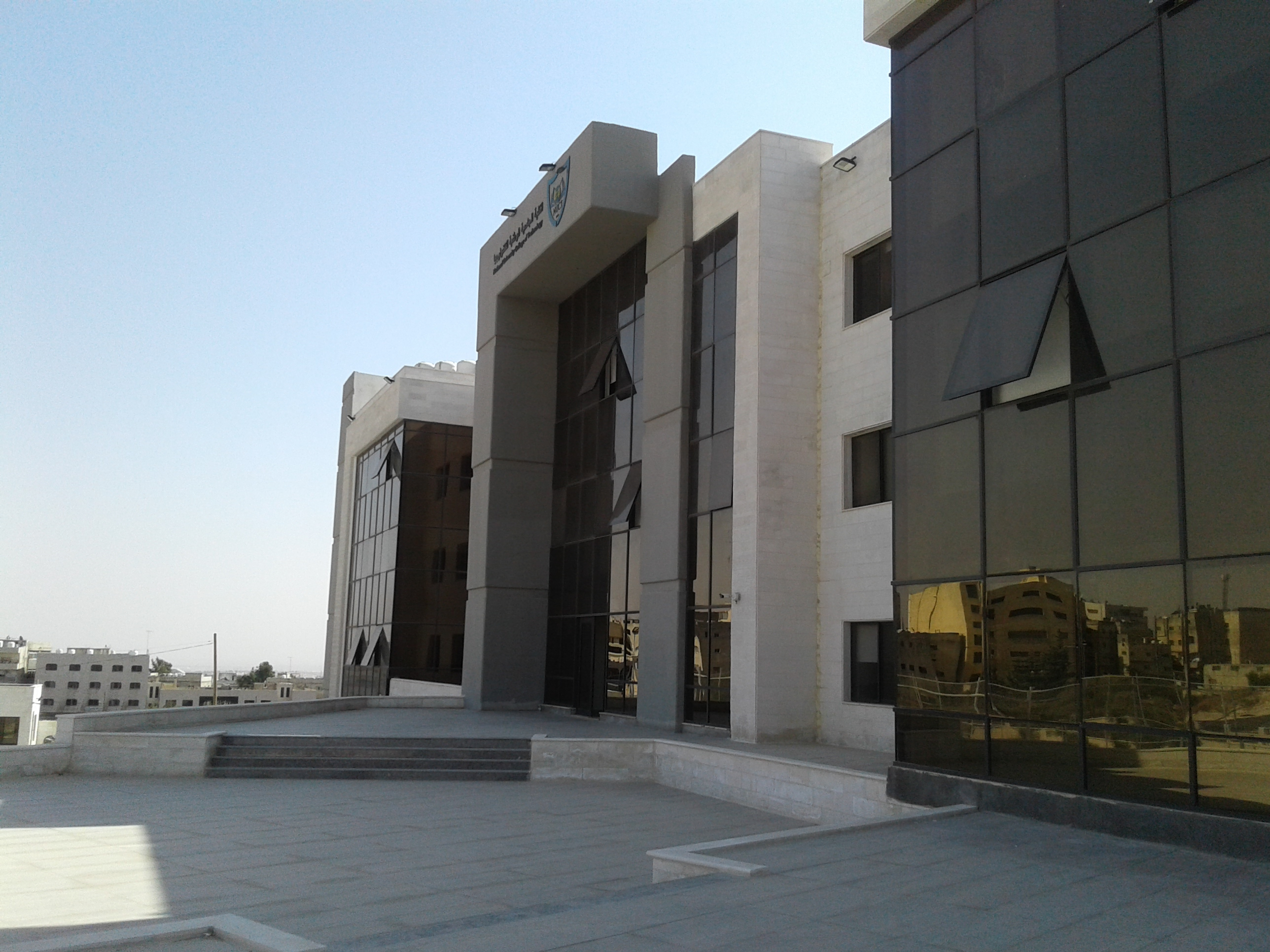
الكلية الجامعية الوطنية للتكنولوجيا

الكلية الجامعية هي مؤسسة جامعية خاصة سواء كانت كلية، أكاديمية، أو معهد، تمنح درجة البكالوريوس و/أو الدراسات العليا في تخصص أو أكثر من تخصصات حقل واحد من حقول المعرفة أو من حقلين من حقول التخصص المتداخلة، ولا تندرج تحت مظلة أي جامعة.
يرأس الكلية عميد يمسى عميد الكلية الجامعية، ويتم تحديد الطاقة الاستيعابية للكلية الجامعية من قبل مجلس التعليم العالي
يكون للكلية الجامعية تنظيم أكاديمي وإداري برئاسة العميد ويرتبط به مباشرة ويكون مستقلاً عن المالك، إذا لا يجوز أن يتدخل المالك بالقرارات الأكاديمية وتشتمل البنية التنظيمية الإدارية للكلية على ما يلي:
- عميد الكلية ونوابه ومساعديه.
- رؤساء الأقسام الأكاديمية.
- مدير وحدة الاعتماد وضمان الجودة
- مدير المكتبة
- مدير القبول والتسجيل
- مديري المراكز والوحدات والدوائر الإدارية والمالية والخدماتية والرقابة المالية والإدارية والتدقيق الداخلي.

يتشكل في الكلية عدة مجالس الآتية أهمها
- مجلس الأمناء.
- مجلس الكلية.
- مجلس القسم.